# Taeniophallus occipitalis
Taeniophallus occipitalis är en ormart som beskrevs av Jan 1863. Taeniophallus occipitalis ingår i släktet Taeniophallus och familjen snokar. Inga underarter finns listade i Catalogue of Life.
Denna orm förekommer i Paraguay, i nästan hela Brasilien och i angränsande områden av Colombia, Peru, Bolivia, Uruguay och norra Argentina. Arten lever i låglandet och i bergstrakter upp till 1600 meter över havet. Habitatet varierar mellan savanner, andra gräsmarker och skogar. Födan utgörs av ödlor och groddjur samt grodornas ägg. Honor lägger ägg.
För beståndet är inga hot kända. Hela populationen anses vara stabil. IUCN listar arten som livskraftig (LC).